# Forchbahn CFe 2/2
De Forchbahn CFe 2/2 + C was een elektrisch treinstel bestemd voor het regionaal personenvervoer van de Forchbahn (FB).

## Geschiedenis
De Forchbahn liet vijf motorwagens en vijf bijwagens door Schweizerische Wagon- und Aufzugfabrik (SWS) en Maschinenfabrik Oerlikon (MFO) bouwen. In 1987 werden de motorwagen nr: 4 en de bijwagen nr: 11 gerestaureerd. Met deze combinatie wordt door het Tram-Museum Zürich rondritten op het net van de Verkehrsbetriebe Zürich (VBZ) gehouden en tussen het centrum van Zürich en het Tram-Museum in het oude Depot Burgwies.

## Constructie en techniek
Het treinstel is opgebouwd uit een stalen frame.

### Elektrische tractie
Het traject in het stadsgebied van de VBZ werd geëlektrificeerd met een spanning van 600 volt gelijkstroom en op het traject van Zürich Rehalp naar Esslingen van de Forchbahn werd geëlektrificeerd met een spanning van 1200 volt gelijkstroom.

## Treindiensten
De treinen werden door de Forchbahn (FB) in gezet op het traject:
- Zürich - Esslingen, Forchbahn

## Foto's

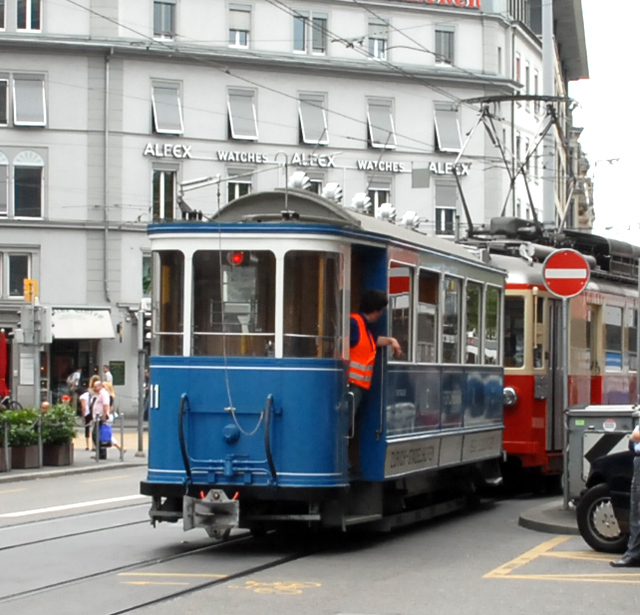
Forchbahn rijtuig type C nr: 11 achter Forchbahn motorwagen CFe 4/4 nr: 10 op 26 mei 2007 te Zürich